# Ledtjärnen (Ragunda socken, Jämtland, 701495-152863)
Ledtjärnen är en sjö i Ragunda kommun i Jämtland och ingår i Indalsälvens huvudavrinningsområde.